# Martina Šindlerová
Martina Šindlerová (Bratislava, 29 giugno 1988) è una cantante slovacca.
Martina è diventata famosa grazie alla versione slovacca del reality show Pop Idol, dove è arrivata seconda.

## Discografia
- 2005 – Patríme k sebe
- 2008 – Čo sa to tu deje